# اندیس چاه فرسخ
چاه فرسخ یک اندیس فلزی است که در حوالی شهر کلاته استان سمنان قرار دارد و مادهٔ معدنی موجود در آن، مس است.  